# Ascodipteron jonesi
Ascodipteron jonesi är en tvåvingeart som beskrevs av Jobling 1952. Ascodipteron jonesi ingår i släktet Ascodipteron och familjen lusflugor. Inga underarter finns listade i Catalogue of Life.